# Park Narodowy San Guillermo
Park Narodowy San Guillermo (hiszp. Parque nacional San Guillermo) – park narodowy w Argentynie położony w departamencie Iglesia w północnej części prowincji San Juan. Został utworzony 13 stycznia 1999 roku i zajmuje obszar 1660 km². Teren na którym się znajduje wraz z sąsiadującym rezerwatem przyrody (8114,6 km²) o tej samej nazwie stanowi od 1972 roku rezerwat biosfery UNESCO.

## Opis
Park położony jest wysoko w Andach Środkowych, w trudno dostępnym terenie o średniej wysokości przekraczającej 3000 m n.p.m. Zachodnią część parku zajmuje Kordyriera Zachodnia z pokrytymi wiecznym śniegiem szczytami przekraczającymi 4000 m n.p.m. Na wschód od niej znajdują się doliny Iglesia, Rodeo, Calingasta i Barreal oraz ciągną się pasma górskie Talacasto, Villicún, Alta oraz Chica del Zonda. We wschodniej części parku znajdują się pasma należące do systemu górskiego Sierras Pampeanas, takie jak Valle Fértil i De la Huerta. 
Prawie całą powierzchnię parku zajmuje puna (1337,97 km²). Niewielkie fragmenty parku należą do ekoregionów: Wysokie Andy (hiszp. Altos Andes) (149,14 km²) i Monte de Sierras y Bolsones (172,89 km²).
Klimat zimny i suchy. Średnie temperatury w parku wynoszą +1 °C zimą i +15 °C latem.

## Flora
Charakterystycznymi dla puny na terenie parku są rośliny takie jak: Fabiana densa, Adesmia subterranea, Etraglochin alatum, Ephedra breana i Maihueniopsis glomerata. Rosną tu też m.in.: Adesmia nanolignea, Huarpea andina, Pachylaena atriplicifolia oraz Cistanthe picta.
Na niewielkim obszarze parku, który nie jest puną, rosną m.in.: Tessaria absinthioides, uboczka, Echinopsis leucantha, Dolichlasium lagascacea, Prosopis alpataco.

## Fauna
Na terenie parku żyje największa w Argentynie populacja wikunii andyjskiej. 
Żyje tu też kilka gatunków zagrożonych wyginięciem, takich jak: kondor wielki, łyska rogata, nandu plamiste z podgatunku Pterocnemia pennata garleppi, jaszczurki z gatunku Phymaturus punae i Liolaemus eleodori, mokradłowiec andyjski. 
Z ssaków występują tu m.in.: gwanako andyjskie, puma płowa, nibylis andyjski, nibylis argentyński, grizon mniejszy, wiskacza górska.
Ptaki żyjące w parku to m.in.: kusoń andyjski, Chloephaga melanoptera, karakara andyjska, sokół wędrowny, górzak andyjski.